# Rudolf Wöber
Rudolf Wöber (* 10. Oktober 1911 in Wien; † 14. Februar 1982 ebenda) war ein österreichischer Langstreckenläufer.
1934 erreichte er beim Marathon der Leichtathletik-Europameisterschaften in Turin nicht das Ziel.
Bei den Olympischen Spielen 1936 in Berlin kam er über 10.000 m auf den 15. Platz und im Marathon auf den 22. Platz.
Viermal wurde er Österreichischer Meister im Marathon (1938, 1940, 1941, 1950) und je zweimal über 10.000 m (1933, 1936), im 25-km-Straßenlauf (1936, 1937) und im Crosslauf (1936, 1937). 1941 wurde er Deutscher Vizemeister im Marathon. 1951 siegte er beim Wiener Höhenstraßenlauf.

## Persönliche Bestzeiten
- 10.000 m: 31:29,6 min, 28. Juni 1941, Berlin
- Marathon: 2:34:28 h, 24. August 1941, Berlin